# 任志強
任志強（じん しきょう、Ren Zhiqiang、レン・ジチャン）は中華人民共和国の企業家、政治家、元中国共産党党員、元北京市政協委員。北京銀行監事、新華人寿保険董事（取締役）、大手不動産会社「華遠地産」董事長（会長）を務めた。

## 概要
1951年3月8日に山東省萊州市にて中国共産党の高級幹部の家庭に生まれる。父の任泉生は中華人民共和国商業部副部長を務めた。1969年1月、文化大革命の際に下放され陝西省延安県宝塔区の生産隊に編入される。1969年から1981年まで軍に所属し、小隊長、参謀まで昇格した。1981年から1984年まで北京怡達公司の副総経理（副社長）、1984年から1988年まで北京市華遠経済建設開発総公司の建設部経理を歴任。なおこの間に「汚職罪」により拘束され、14ヶ月獄中に入った。1986年に無罪として釈放された。なおその後在職中に中国人民大学にて《民商法学》の学位を取得している。
その後華遠経済建設開発総公司副総経理、総経理（社長）を経て2011年4月まで華東地産股份有限公司の董事長（会長）を務め、2014年11月25日に微博上で華東集団からの「引退」宣言をした。
なお1984年から現在まで北京市西城区人大代表、北京市政協委員を務め、その他に様々な役職に就いている。
2016年2月19日に中国共産党の習近平総書記が中国中央電視台、人民日報、新華社通信を視察した後、報道世論工作座談会を開催。「党・政府が管轄するメディアは宣伝の陣地であり、党を代弁しなければならない」と、党への忠誠を命じた。これに対して任は微博上で「納税者が治めた税金を納税者に対するサービス提供以外に使うな」、「人民政府はいつの間に、党政府に変わったのだ？　人民政府が使うカネは党費なのか？」、「『人民政府』はいつ、党の政府に変わったのか。メディアが人民の利益を代表しなくなる時、人民は隅に捨てられ、忘れ去られる」などと疑問を呈して以来、国営メディアから非難の集中砲火を浴びた。
その後、中国北京市西城区の共産党委員会は3月1日までに、習近平党総書記の発言に対し、インターネット上で批判的な書き込みをしたとして任を厳重に処分する方針を示した。処分理由を「党員でありながら誤った言論を発表し、党のイメージを傷つけた」としている。なお、国家インターネット情報弁公室の命令により、微博アカウントは既に閉鎖されている。
習近平党総書記が2020年2月に行った政府の新型コロナウイルス対応に関する演説を巡り、習総書記を道化師などと評する記事を出し、3月に身柄を拘束された。7月23日、共産党北京市西城区規律検査委員会は任の党籍を剥奪した。9月22日、北京の第2中級人民法院より、汚職の罪で懲役18年、罰金420万元を言い渡された。

## パーソナリティ
「物言う企業家」として歯に衣着せぬ発言から「任大砲」、「中国のトランプ」と呼ばれている。
度々「当局批判・体制批判」を繰り返しており、批判の対象は、不動産政策のような専門に関連する具体例から、民主主義制度実現の要求にまで及んでいる。2008年4月11日には「中国人が叩く対象で、私は3番目だ。1番目が小泉純一郎、2番目は陳水扁だ」と語った。
不動産高騰が社会問題になると「貧乏人が家を買おうなどと考えるから不満が出る」と語り、株価が高騰すると「学生が株を買うなんて100年早い」と吠え、講演会で学生から靴を投げつけられると、「これで俺は（イラクで靴を投げられた）ブッシュ大統領と同等になった」と嘯いた。